# Куллярово
Кулля́рово (рос. Куллярово, башк. Күлләр) — присілок у складі Кармаскалинського району Башкортостану, Росія. Входить до складу Єфремкинської сільської ради.
Населення — 148 осіб (2010; 195 в 2002).
Національний склад:
- башкири — 100 %

## Видатні уродженці
- Аралбаєва Аміна Кашфіївна — башкирська акторка.